# Rupert Salcburský
Rupert Salcburský, také Hrudperth,  (po roce 650, Worms – 27. března 718, Salcburk) byl wormský a salcburský biskup a opat svatopetrského kláštera v Salcburku. Je uctíván jako katolický světec, svatý vyznavač. Byl dobrodincem prostého lidu ve své diecézi. Je svatým patronem města Salcburku.

## Počátky působení
Rupert byl franským misionářem, podle legendy pocházel z francouzského královského rodu Merovejců. Ve Wormsu přijal biskupské svěcení a byl zvolen za tamního biskupa. Usiloval o spravedlnost, neváhal kritizovat mocné, kteří svým způsobem života budili pohoršení. Tím si řadu mocných znepřátelil a jeho pozice ve Wormsu se stala neudržitelnou. Odcestoval do Bavorska, do Řezna a Lorsche, kam jej pozval místní vévoda Theodo II. Bavorský, Rupert jej s celou jeho rodinou pokřtil.
Na cestách se Rupert setkával s křesťany, jejichž víra byla silně deformovaná pověrami. Začal se svými spolupracovníky pracovat na jejich náboženském vzdělání. Usadil se v solnohradských horách, kde na místě hradu Helfenburk vybudoval biskupské sídlo. Vybudoval zde kostel a biskupský dům, čímž položil základ dnešnímu Salcburku.

## Biskupem salcburským

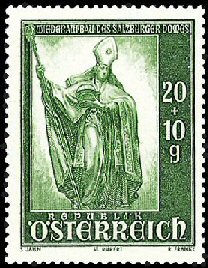
Zpodobnění na rakouské známce

Vybudoval v Solnohradě (Salcburku) klášter svatého Petra, kde bylo pečováno o výchovu kněžského dorostu, poblíž města pak druhý klášter pro sestry benediktinky; abatyší se zde stala jeho sestra Erentruda.
Aby zajistil práci lidem z okolí, otevřel doly na těžbu soli. Proto je některými považován za průkopníka průmyslu.
Obzvláště mu záleželo na tom, aby se dobře připravil na smrt. Podle legendy, když cítil, že brzy zemře, procestoval svou diecézi a všude utvrzoval ve víře a lásce své věřící. Brzy po návratu do Salcburku skutečně zemřel.

## Svátek
Svátek jeho úmrtí se slaví 27. března, svátek translace těla do nového Svatopetrského dómu v Salcburku se slaví 24. září. 

## Ikonografie
Bývá vyobrazen jako biskup v pontifikálním oděvu s insigniemi: berlou, palliem a mitrou. Ve dvojici se zobrazuje nejčastěji se sv. Virgilem, také se sv. Volfgangem, nebo se sv. Erentrudou. Z epických scén se zobrazuje křest pohanů či jmenovitě vévody Theoda II., nebo Rupertův pohřeb a translace.

## Patrocinium
Je uctíván jako patron dělníků v solných dolech, patron města Salcburku, Salcburské země a Korutan.
| Předchůdce: Krotold | Znak z doby nástupu | biskup wormský Rupert ? – 717/718 | Znak z doby konce vlády | Nástupce: Berchtulf |

| Předchůdce: - | Znak z doby nástupu | biskup salcburský Rupert 696–716/718 | Znak z doby konce vlády | Nástupce: Vitalis |